# Houseparty
Houseparty è un singolo della cantante italiana Annalisa, pubblicato il 15 aprile 2020 come secondo estratto dal settimo album in studio Nuda.

## Descrizione
Il brano è stato scritto da Annalisa stessa insieme a Davide Simonetta e Jacopo Èt nell'agosto 2019 e ha come tematica principale l'intimità della casa e l'essere se stessi quando si è da soli piuttosto che in compagnia. Il testo, secondo quanto spiegato dalla cantante, ha assunto anche un significato differente durante il 2020, quando il mondo è stato invaso dalla pandemia di COVID-19:

## Video musicale
Il videoclip, diretto da Davide "Bastanimotion" Bastolla e girato in animazione, è stato pubblicato il 21 aprile 2020 sul canale YouTube della Warner Music Italy.

## Tracce
Testi di Annalisa Scarrone, Jacopo Èttorre e Davide Simonetta, musiche di Patrizio Simonini e Michele Canova Iorfida.
1. Houseparty – 3:26

## Classifiche
| Classifica (2020) | Posizione massima |
| ----------------- | ----------------- |
| Italia            | 73                |